# Мыльня и Банный корпус Монплезира
Мыльня и Банный корпус Монплезира — памятник архитектуры. Расположен в восточной части Нижнего парка Петергофа.
Первое здание на этом месте, деревянная мыльня, была построена к январю 1722 года. В ней было три помещения — сенцы, малая каморка (предбанник) и сама баня. Стены и потолки мыльни были обтянуты холстом, на каменке лежали шестифутовые чугунные ядра. Согласно архивным документам, в здании Пётр I не только мылся, но и совершал медицинские манипуляции (например, кровопускание).
В 1748 году деревянную мыльню разобрали и собрали снова в Верхнем саду «у Комедии» (рядом с оперным театром) в качестве реликвии петровских времён; здание удалось сохранить на том месте до конца XVIII века.

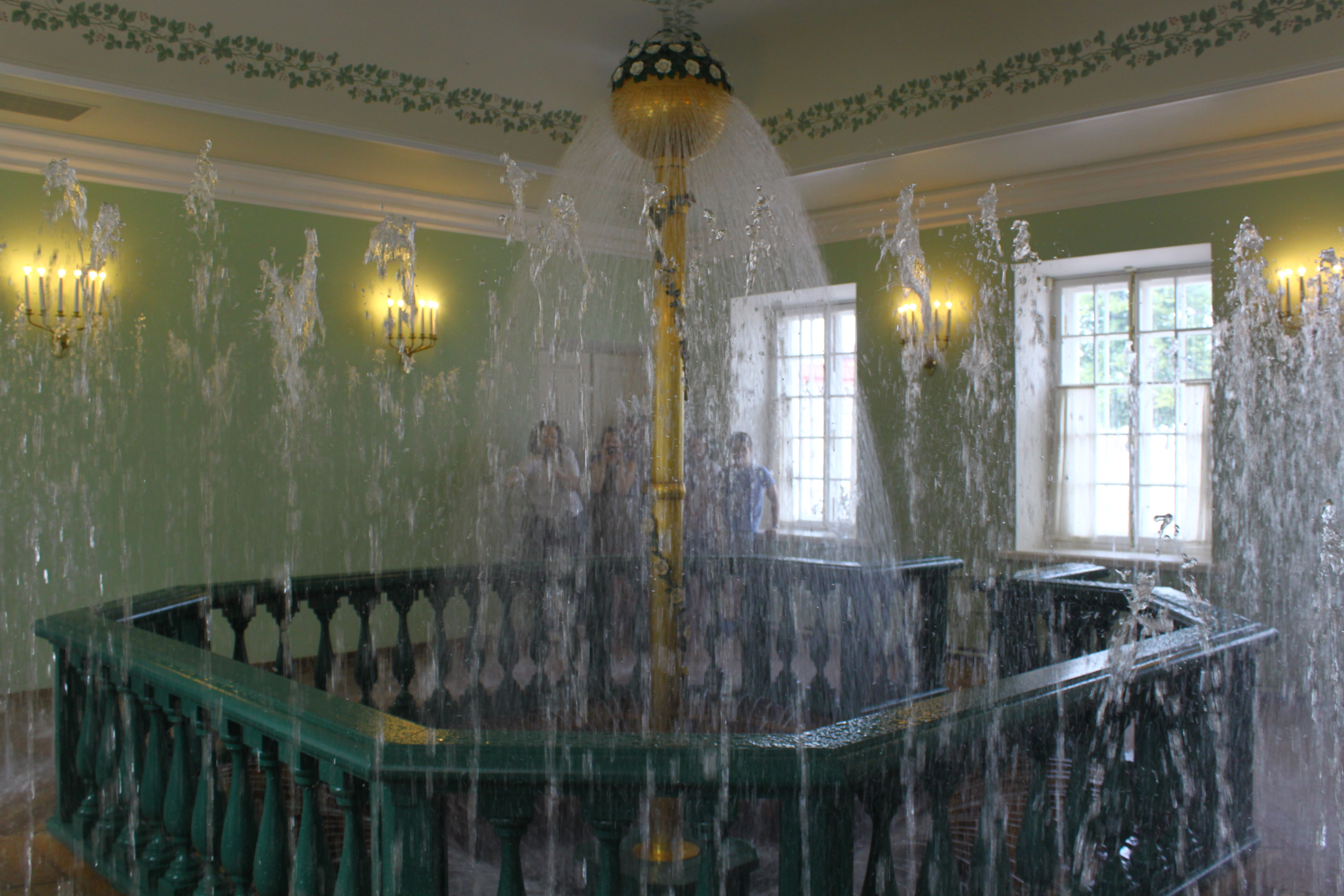
Водная забава в мыльне

На месте разобранной мыльни в 1748 году Б. Ф. Растрелли построил новое деревянное здание мыльни с ваннами и «салоном» — помещением с квадратным бассейном, огороженным балюстрадой и украшенным золочёными амурами с рогом изобилия, и фонтаном. И. Скородумов, И. Бельский и С. Иванов расписали плафон помещения по эскизу А. Перезинотти. В 1760-х годах бассейн увеличили, фонтан украсили оловянной статуей А. Мартелли «Мужичок с волынкой», в бассейне сделали подъёмное дно.
В 1800 году мыльню заменили на каменное краснокирпичное строение, построенное по проекту Д. Кваренги. Это здание до сих пор примыкает к Банному корпусу. В современной экспозиции в «Мыльне для кавалеров» работает «водяная забава» для посетителей.
В 1748 году при перестройке Большого дворца Растрелли разобрал жилые флигеля, пристроенные Земцовым, и перенёс один из них, поставив между мыльней и Поваренными палатами. Флигель существовал до середины XIX века. В 1865—1866 годах на его месте построили по проекту Э. Гана Банный корпус, императорские бани. В первую очередь здание предназначалось для водолечения Марии Александровны.
Банный корпус сделан из камня, у него мансардная кровля, здание украшено рустами и нишами с широкими полукруглыми окнами. В здании есть помещения для холодных ванн, души и русская баня. В Холодной ванной был сделан душ-люстра из бронзы и стекла, с украшениями в виде гроздьев винограда и цветков вьюнка.
Во время немецкой оккупации роспись, лепка и фонтан бассейна были частично повреждены, частично уничтожены.
В 1930-е годы корпус использовался как база однодневного отдыха. В 1931 году у входов в корпус были установлены пары беломраморных ваз-кратеров на серомраморных пьедесталах, перенесённые из Шереметьевского дома и Елагина дворца соответственно.
Вазы и их пьедесталы были повреждены во время войны. В 1947 году было оставлено оформление корпуса только со стороны Монплезирского сада, оставшиеся две вазы в начале 1980-х годов поставили в ниши подпорной стенки Марлинского вала. В 2005 году стоявшие со стороны Монплезирского сада вазы перенесли ко входу из Китайского садика, а на их место поставили «ложчатые» вазы, также перенесённые в 1931 году из Шереметьевского дома.
Реставрация здания состоялась в 1958—1959 годах, в Банном корпусе проводятся выставки.